# خوتیکالپا
خوتیکالپا (به اسپانیایی: Juticalpa) یک منطقهٔ مسکونی در هندوراس است که در استان اولانچو واقع شده‌است. خوتیکالپا ۲٬۶۰۶ کیلومتر مربع مساحت و ۱۲۹٬۸۷۵ نفر جمعیت دارد و ۴۱۰ متر بالاتر از سطح دریا واقع شده‌است.